# Mùa sinh sản
Sinh sản theo mùa (hay mùa sinh sản hay mùa ghép đôi) là những loài động vật kết đôi và giao phối, sinh sản trong những khoảng thời gian nhất định trong năm. Những khoảng thời gian trong năm cho phép tối ưu hóa sự sống còn của các con non do các yếu tố như nhiệt độ môi trường, nguồn thức ăn và nước sẵn có, và những thay đổi trong hành vi ăn thịt của các loài khác.

## Tổng quan
Sự động dục (chu kỳ động dục) và hành vi tình dục (kết đôi, giao phối) có liên quan được thể hiện và chấp nhận chỉ trong giai đoạn này. Những loài sinh sản theo mùa của con cái sẽ có một hoặc nhiều chu kỳ động dục khi mà con "vào mùa" hoặc có dấu hiệu và có thể giao phối. Vào các thời điểm khác trong năm, chúng sẽ bị tê liệt chức năng, hoặc bị ức chế về chu kỳ tình dục của mình. Không giống như sự tuần hoàn sinh sản, tính mùa vụ được mô tả ở cả nam và nữ. Những loài nhân giống theo mùa ở giống đực có thể có sự thay đổi về mức độ testosterone, trọng lượng tinh hoàn, và khả năng sinh sản tùy thuộc vào thời điểm của năm. Những loài gây giống theo mùa khác với những loài gây giống cơ hội, là những cá thể luôn sống cùng nhau khi nào các điều kiện môi trường của chúng trở nên thuận lợi, và những loài nhân giống liên tục, như con người, cùng phối giống quanh năm.

## Mùa sinh sản
Mùa sinh sản là mùa thích hợp nhất, thường có điều kiện thuận lợi, thức ăn và nước sinh hoạt dồi dào. Các yếu tố sinh học như thời gian mưa và gió theo mùa cũng có thể đóng một vai trò quan trọng trong việc bắt đầu sinh sản và thành công. Nhiều loài sinh sản trong các bầy đàn hoặc các cộng đồng lớn. Thường thấy là việc các sinh vật tụ hợp lớn của những loài này ở những vị trí đặc biệt thuận lợi trong suốt mùa sinh sản. Các quần thể sinh sản và vị trí của chúng nói chung được bảo vệ bởi luật bảo tồn động vật hoang dã để giữ cho loài khỏi bị tuyệt chủng hiện nay.
Một số loài đã phát triển để gây giống ở các quần thể sinh sản lớn và không thể sinh sản với số lượng ít hoặc chỉ một mình. Những loài này có thể bị đe doạ bởi sự tuyệt chủng sắp xảy ra nếu chúng bị săn bắt trên cơ sở sinh sản của chúng hoặc nếu các quần thể sinh sản bị phá hủy. Chim bồ câu viễn khách là một ví dụ nổi tiếng về loài chim có thể là loài chim có nhiều đất nhất trên lục địa Hoa Kỳ đã phát triển để gây giống cho cộng đồng. Do săn bắn trên quy mô rộng lớn trong vùng sinh sản của mình trong mùa sinh sản và không có khả năng sinh sản với số lượng nhỏ, chim bồ câu chở khách đã bị tuyệt chủng.
Các yếu tố khác ảnh hưởng đến thời gian sinh sản bao gồm sự hiện diện của một người bạn đời đã sẵn sàng và sẵn sàng giao phối. Ví dụ, sự hiện diện của một con đực lực lưỡng sẽ gây ra một chu kỳ động dục trong một chú chó ngay sau khi bắt đầu. Các yếu tố môi trường khác có thể bao gồm dinh dưỡng, tín hiệu hoá học và các dấu hiệu hoocmon. Trọng lượng và tuổi là những yếu tố khác.